# Виттория
Витто́рия (итал. Vittoria) — город (коммуна) в Италии, располагается в регионе Сицилия, в провинции Рагуза. В окрестностях города вырабатывается одно из лучших красных вин Сицилии — «Черазуоло ди Виттория».
Основан в 1606 году рядом с развалинами древней Камарины графиней Модики — Витторией Колонна-Энрикес, дочерью Маркантонио II и супругой испанского герцога Луиса Энрикеса де Кабреры. В 1990 году основательница города была по настоянию жителей перезахоронена в Виттории. Её имя носит с 1863 года городской театр.
Население составляет 61 221 человек (2008 г.), плотность населения составляет 336 чел./км². Занимает площадь 181 км². Почтовый индекс — 97019. Телефонный код — 0932. Покровителем коммуны почитается святой Иоанн Креститель, празднование в первое воскресение июля.

## Демография
Динамика населения:

## Города-побратимы
- Матесалька, Венгрия
- Siġġiewi, Мальта